# Pieter Mulier (el Vell)
Pieter Mulier el Vell o Pieter Mulier I era un pintor de l'Edat d'Or neerlandesa. Va néixer a Haarlem entre 1600-1615. És conegut per a paisatges i marines en l'estil de Simon de Vlieger i Jan van Goyen. El seu fill Pieter Mulier (el Jove) i Frans de Hulst són deixebles seus.
Els seu pare era Pieter Joostenz. Mulier, un protestant flamenc mennonita, que va fugir la persecució pel règim ultracatòlic espanyol als Països Baixos espanyols. La seva mare era Baertken de la Mote. No se sap gaire més de la seva vida. Es va casar el 1635 a Haarlem i el 1638 hi va esdevenir un membre del gremi Sant Lluc, el gremi dels pintors.